# Mak (Mazovie)
Mak (prononciation : [mak]) est un village polonais de la gmina de Bieżuń dans le powiat de Żuromin de la voïvodie de Mazovie dans le centre-est de la Pologne.
Il se situe à environ 3 kilomètres à sud-ouest de Bieżuń (siège de la gmina), 16 kilomètres au sud de Żuromin (siège de powiat) et 112 kilomètres au nord-ouest de Varsovie (capitale de la Pologne).

## Histoire
De 1975 à 1998, le village appartenait administrativement à la voïvodie de Ciechanów.